# À vos souhaits les Calinours!
Vous pouvez aider à l'améliorer ou bien discuter des problèmes sur sa page de discussion.
- Il ne cite pas suffisamment ses sources. Vous pouvez indiquer les passages à sourcer avec {{référence nécessaire}} ou {{Référence souhaitée}}, et inclure les références utiles en les liant aux notes de bas de page. (Marqué depuis avril 2024)
- Certaines informations devraient être mieux reliées aux sources mentionnées dans la bibliographie ou les liens externes. Améliorez sa vérifiabilité en les associant par des références. (Marqué depuis avril 2024)

- Archive Wikiwix
- Bing
- Cairn
- DuckDuckGo
- E. Universalis
- Gallica
- Google
- G. Books
- G. News
- G. Scholar
- Persée
- Qwant
- (zh) Baidu
- (ru) Yandex
- (wd) trouver des œuvres sur Wikidata

Série Les Bisounours
Les Bisounours au royaume des Rigolos
(2004)
Pour plus de détails, voir Fiche technique et Distribution.
À vos souhaits les Calinours! (The Care Bears' Big Wish Movie) est un film d'animation 3D, produit par le studio d'animation Nelvana, et distribué par Lions Gate. Il est sorti sur DVD le 18 octobre 2005. C'est le second long-métrage en images de synthèse à représenter les Bisounours.

## Fiche technique
- Titre : À vos souhaits les Calinours !
- Titre original : The Care Bears' Big Wish Movie
- Genre : Animation 3D
- Réalisation : Larry Jacobs et Ron Pitts
- Scénario : Jeff Schechter (en)
- Musique : Don Breithaupt, Amos Carlen, Creighteon Doane, Daniel LeBlanc, Noah Shilkin, Ian Thomas et Anthony Vanderburgh
- Pays d'origine :  Canada
- Date de sortie : 17 octobre 2005 (télévision - Playhouse Disney, États-Unis; Treehouse TV, Canada), 18 octobre 2005 (vidéo/DVD)
- Format : couleurs, numérique - 1,78:1 - son Dolby Digital
- Distribution :
  -  Australie : Studiocanal
  -  États-Unis,  Canada : Lionsgate
- Genre : animation, fantastique, comédie musicale
- Durée : 75 minutes
  -  Canada : 7 septembre 2005 (Festival international du film de Toronto)
  -  États-Unis : 18 octobre 2005 (vidéo/DVD)
  -  France : 21 août 2007 (Piwi)
- Tout publique
- Producteurs : Cynthia Taylor, Ross Maudsley (technicale)
- Production : Nelvana
- Distributeurs : Lions Gate (États-Unis / Canada)

## Distribution
- Stephanie Beard : Grostaquin (turquoise)
- Sunday Muse : Grosfarceur (magenta)
- Catherine Disher : Groscopain (ambre)
- Angela Maiorano : Groschéri (rose)
- Rob Tinkler : Grognon (indigo)
- Susan Roman : Grosveinard (vert)
- Andrew Sabiston : Grosbisou (bronze)
- Linda Ballantyne : Groschampion (azur)
- Julie Lemieux : Grosjojo (jaune citron)
- Louise Vallance : Groscadeau (lilas)
- Athena Karkanis : Grosfasol (violet)
- Scott McCord : Grosdodo (cyan)
- Elizabeth Hanna : « Big Wish » (jaune)
- Richard Binsley : « Twinkers » (jaune)
- Stephen Ouimette : « Too Loud Bear » (corail)
- Tracey Hoyt : « Me Bear » (lilas)
- Ron Rubin : « Messy Bear » (pervenche)